# Студенческая миграция
Студенческая миграция — это перемещение студентов, которые обучаются за пределами своей родины или страны, гражданами которой они являются, на период более 12 месяцев. В эпоху глобализации высшее образование в значительной степени интернационализировалось и стало развиваться на рыночных основах. Быстрые темпы роста международного образования привели к тому, что все больше студентов хотят получать высшее образование за рубежом, при этом зачастую рассматривая обучение за границей как шаг на пути к получению постоянного вида на жительство в стране обучения. Как культурный, так и экономический вклад, который иностранные студенты вносят в экономики принимающих стран, стал причиной для того, чтобы основные международные игроки предпринимают все больше усилий для облегчения въезда и интеграции в стране зарубежным студентам. Среди предпринимаемых мер даже такие существенные как поправки в миграционном законодательстве и изменение визовой политики и процедур.

## История
В колониальную эпоху большая часть потока студентов была направлена из колониальных стран в метрополии. Имперские правительства давали возможность представителям избранных наций получать высшее образование. Идея обучения за рубежом заключалась в том, что, предположительно, выпускники, получив необходимые знания и впитав ценности стран-колонизаторов, должны были по возвращении в свои страны поступить на службу в администрации колоний.
Холодная война в значительной степени повлияла на концепцию иностранной помощи и систему финансирования иностранных студентов. Политика распространения научных знаний и технического прогресса в развивающихся странах подразумевала сотрудничество с институтами высшего образования. Агентство США по международному развитию (USAID) связало цели внешней политики с поддержкой высшего образования. США и СССР начали развивать программы по обучению заграничных студентов и соревновались в привлечении студентов из развивающихся стран.
Одной из самых известных программ по обмену, которая способствует студенческой миграции, является программа Фулбрайта. Она была создана в 1946 году. Программа предоставляет гранты на обучение и исследовательскую деятельность для студентов, учёных, учителей и других профессионалов. Изначально программа была открыта на прибыль от продажи военного имущества, а её главным принципом было распространение «международного позитивного образа через обмен студентами в сфере образования, культуры и науки».
План Коломбо пример ещё одной программы, которая способствовала обмену студентами между странами. Этот план был разработан в 1951 году с целью усиления экономического и социального развития в Азиатско-Тихоокеанском регионе. Этот план предполагал финансирование более 40 тысяч студентов из Азии для обучения в высших заведениях Австралии.
Со времен колониальной эпохи и холодной войны профиль международного студента значительно изменился, сейчас большинство желающих получить образование а рубежом, вынуждены оплачивать его сами.

## Вопросы финансирования
Рынок международного образования стал важным источником дохода для принимающих стран и многие институты живут в основном от доходов, получаемых от иностранных студентов. Принимающие страны также значительно выигрывают за счёт вклада квалифицированных-эмигрантов в национальные экономики.
Во многих странах высшее образование для иностранных студентов было бесплатным. Вплоть до 1980-х годов во многих странах не существовало никакой разницы в оплате за обучение для граждан и не граждан страны. Первой страной, которая ввела плату за обучение для иностранцев, стала Великобритания, впоследствии её примеру последовали и другие страны, в том числе Австралия.
Сейчас международный рынок образования оценивается миллиардами долларов, и, как следствие, уровень конкуренции между институтами — высок.
В странах-членах ОЭСР можно выделить три модели оплаты обучения:
- В некоторых странах плата за обучение для иностранных студентов выше. К таким странам относятся: Австралия, Канада, Новая Зеландия, Великобритания и США.
- В других плата за обучение для своих и иностранных студентов не отличается. Так происходит во Франции, Германии, Венгрии, Италии и Японии.
- В таких странах как Дания, Финляндия и Норвегия образование для иностранцев все ещё платное.[3]
- Швеция ввела плату за высшее образование для не граждан ЕС с 2011 года.

## Страны, в которые едут иностранные студенты
В период с 1963 по 2006 число студентов, обучающихся за границей возросло в 9 раз. В 2006 число иностранных студентов достигло 2,7 миллионов, по прогнозам к 2025 оно возрастёт до 7,2 миллионов
Страны-члены ОЭСР принимают примерно 85 % от всего потока иностранных студентов, причем эти 85 % приходятся в основном на 6 стран. В 2007 году 21,4 % студентов пришлось на США, 12,6 % на Соединённое Королевство, 8,8 % на Францию, 7,6 % на Австралию, 7,4 % на Германии и 4,5 % на Японию.
Главным регионом по приёму иностранных студентов является Европа, где количество обучающихся иностранцев достигает 840, 000. Однако в значительной степени этот показатель обусловлен студенческой миграцией внутри Европейского Союза.
Восточная Азия и Тихоокеанский регион являются лидерами по поставке международных студентов, число студентов-иностранцев, выходцев из Азии, достигает 29 % от общего числа (15 % из них китайцы). Число студентов, выбравших учёбу за рубежом в Северной Америке и Западной Европе достигает 18 %, далее в списке следуют Центральная и Восточная Европа с 11 %, Южная и Западная Азия с 9 %, арабские государства с 7 % и государства Африки южнее Сахары с 5,8 %.

## Факторы способствующие росту образовательной миграции
Существует много факторов, которые способствуют росту образовательной миграции. Многим развивающимся странам не хватает высших учебных заведений для того, чтобы удовлетворить растущий спрос на высшее образование, и студентам приходится уезжать за границу с целью получить высшее образование. В дополнение к этому считается, что заграничное образование увеличивает профессиональные возможности. В основном студенты, которые покидают свои страны для получения высшего образования, едут в те страны, где образовательные институты более развиты. Примером может служить образовательная миграция арабских студентов в Египет и Иорданию, а также студентов из Непала и Бангладеш в Индию. Поток мигрантов из развивающихся стран в развитые часто объясняется тем, что качество и стандарты образования в странах ОЭСР выше, чем в странах происхождения образовательных мигрантов.
Высшее образование стало занимать большою долю в экспорте развитых стран, которые пополняют бюджет за счёт привлечения иностранных студентов. Как следствие смягчение визовой и иммиграционной политики, а также потенциальная возможность получения постоянного вида на жительство в принимающих странах стали мощным стимулом для многих иностранных студентов. Опрос 2006 года, проведённый австралийским университетом показал, что 75 % индийцев, получивших высшее образование в Австралии, подали заявления на предоставление постоянного вида на жительство. Проводивший исследование Мишель Басс высказал предположение о том, что большинство индийцев поступая в австралийские вузы были движимы желанием получить постоянный вид на жительство, а не стремлением к более высокому уровню образования.
Важным фактором является желание учить иностранный язык. Например, рост числа образовательных мигрантов в Великобританию и страны Западной Европы в частности объясняется желанием «учиться в среде более качественного образования, где общение происходит на английском».
Другим фактором является снижение транспортных расходов и развитие коммуникационных технологий, которые делают образование за границей более доступным.

## Образовательная миграция как мягкая сила
Согласно концепции продвижения российского образования от 2014 года одним из наиболее эффективных инструментов создания и поддержания положительного образа страны за рубежом считается система образования, прежде всего высшего и послевузовского профессионального образования, привлекающего на обучение в страну иностранных граждан. Опыт зарубежных стран (в частности стран-членов ОЭСР: Австралии, Великобритании, Германии, США и Франции), использующих потенциал национального образования для укрепления общего имиджа государства, доказывает эффективность государственных инвестиций в поддержку и продвижение национальных систем образования за рубежом.
Существует точка зрения, что политика привлечения иностранных студентов содействует внешнеполитическому курсу с помощью формирования благосклонного отношения к стране пребывания у международных студентов. Образовательная миграция считается эффективным инструментом для роста политического, экономического, интеллектуального и духовного потенциала, формирования отношений добрососедства с другими государствами, поддержки и популяризация науки, культуры, образования, языка страны за рубежом.

## Критика концепции образовательной миграции как мягкой силы
Однако есть мнение, что в образовательную миграцию вкладывают ни как в эффективный инструмент мягкой силы, а как в прибыльный бизнес. По мнению гендиректора РСМД Андрея Кортунова низкие или сведённые к нулю показатели по количеству бюджетных мест в странах-лидерах по приёму образовательных мигрантов, среди них США, Великобритания, Новая Зеландия, показывают, что ставка делается в первую очередь на образовательную миграцию как бизнес. Однако при этом также не исключается, что развитие этой отрасли бизнеса не будет действовать в интересах мягкой силы. Более того, концепция международного образования как бизнеса может быть более эффективной за счёт того, что даёт экономический стимул университетам, которые должны бороться за своих студентов. Таким образом, рассмотрение международного образования с точки зрения бизнеса, может быть намного эффективнее, чем с точки зрения общегосударственных целей.

## Образовательная миграция в России
Во времена Советского Союза образовательная миграция была достаточно масштабной. СССР на начало 1990-х годов был на третьем месте по числу обучающихся иностранцев, их количество достигало 126 тысяч. Хотя Россия теряет свои позиции по сравнению со странами-лидерами, постоянно наращивающими число иностранных студентов, сегодня она входит в десятку стран по числу обучающихся иностранцев. По данным на 2009 год Россия занимала 6 место при том, что на тот момент в России обучалось 137 тысяч иностранных студентов.
Более трети иностранных студентов в российских вузах приходится на граждан новых независимых государств. Причем большая часть — это выходцы из Центральной Азии. Лидером среди стран этого региона является Казахстан. В последние годы увеличивается число студентов из Казахстана, Белоруссии, Азербайджана, Таджикистана, Туркменистана, Молдавии, Киргизии, Абхазии и Южной Осетии, а вот число студентов с Украины, из Узбекистана, Армении и стран Балтии неизменно снижается.
Серьёзным вызовом для России в данной сфере является то, что постсоветское пространство сегодня вовлечено в конкурентную борьбу за потенциал образовательной миграции. Чтобы не допустить переориентацию потока студентов на другие страны, Россия должна активизировать политику по продвижению своих образовательных услуг в странах постсоветского пространства.
Данный фактор обусловил необходимость активизации деятельности Россотрудничества, как основного государственного института, реализующего важнейшие внешнеполитические задачи, направленные на укрепление «мягкой силы» и международного престижа России, в сфере продвижения и закрепления позиций российского образования и русского языка за рубежом.